# Mohamed Ammar
Pour les articles homonymes, voir Ammar.
Mohamed Ammar (arabe : محمد عمار), né le 10 juin 1979 à Tunis, est un homme politique tunisien, élu lors des élections législatives de 2019 pour siéger à l'Assemblée des représentants du peuple comme représentant de la circonscription des pays arabes et du reste du monde.

## Carrière
Après avoir obtenu un baccalauréat scientifique, il obtient un master en économie financière et bancaire à Lyon. Il obtient ensuite d'autres diplômes dans diverses disciplines. Ammar commence une carrière journalistique en 2002 en tant que reporter au journal Assabah, puis suit une carrière internationale en tant que chroniqueur pour divers médias, à l'instar d'Al Jazeera, BBC Arabic ou France 24. Il a interviewé de nombreuses personnalités politiques et économiques dont Jacques Chirac, Nicolas Sarkozy, Christine Lagarde et Gerhard Schröder. 
Il est porte-parole du Courant démocrate, membre de son bureau politique et député de la circonscription des pays arabes et du reste du monde.
Le 11 octobre 2020, il est élu président du bloc démocrate. Le 22 juin 2021, il démissionne de la présidence du bloc mais en reste toutefois membre. Le 15 juillet, il annonce sa démission du groupe parlementaire et du Courant démocrate.
Le 4 octobre 2021, il annonce sa démission de l'Assemblée des représentants du peuple, sans toutefois que sa démission soit effective à cause du gel des activités de l'assemblée depuis le 25 juillet.
Il réside au Qatar.